# آزادراه شهید کسایی
آزادراه شهید کسایی یا کنارگذر جنوبی تبریز یک آزادراه به طول ۱۸ هجده کیلومتر در جنوب شهر تبریز است که در امتداد مرز جنوبی این شهر، جنوب شرقی تبریز را به جنوب غربی آن متصل می‌کند. این آزادراه، در واقع بخشی از آزادراه تهران–تبریز را تشکیل می‌دهد که در ادامه به کنارگذر غربی تبریز (آزادراه شهید باکری) منتهی شده و در نهایت به بازرگان(ماکو) و از آنجا نیز به اروپا متصل می‌شود. بخش‌های جنوبی این آزادراه در سال‌های اخیر صحنهٔ ساخت و سازهای فاقد یا مخالف پروانهٔ ساخت بوده که نتیجهٔ آن حاشیه‌نشینی گسترده در این منطقه از شهر شده بود. البته شهرداری تبریز و کمیسیون ماده ۱۰۰ با بسیج نیروهای خود، جلوی این‌گونه ساخت و سازهای غیرمجاز را گرفتند.
با بهره‌بردای کامل از خط سوم سامانهٔ متروی تبریز که ۱۲ کیلومتر طول داشته و شامل ۱۴ ایستگاه خواهد بود، آزادراه شهید کسایی به میدان آذربایجان متصل خواهد شد.
معمولاً در جریان بازی‌های باشگاه فوتبال تراکتورسازی تبریز، به‌جهت کمبود شمار اتوبوسهای شرکت واحد اتوبوسرانی، تماشاگران این بازی‌ها مسیر ۲ کیلومتری ورزشگاه یادگار امام تا بزرگراه شهید کسایی را با پای پیاده و با پشت‌سرگذاشت پستی و بلندی‌های بسیار طی می‌کنند.
آزادراه شهید کسایی از پلهای متعددی تشکیل یافته که در صورت واردآمدن خسارت‌های جزئی به آن‌ها، ارتباطات بین‌شهری در بسیاری از بخش‌های شهر تبریز مختل خواهد شد.

## مسیر
| ترمینال اتوبوسرانی تبریز |

| ورزشگاه یادگار امام |

| ائل‌گلی |

| ایستگاه متروی ائل‌گلی |

## مراکز مهم
پنج باب از جایگاه‌های سوخت سی‌ان‌جی تبریز در محدودهٔ آزادراه شهید کسایی واقع شده‌است. یکی از این جایگاه‌ها در خیایان ۳۵ متری لاله و دیگری در ورودی وادی رحمت و دیگری در ورودی سبلان شاهگلی و دیگری روبروی ورودی نیلوفر و دیگری ورودی منظریه قرار گرفته‌است.
انجمن حمایت از زندانیان تبریز در آزادراه شهید کسایی و مابین ترمینال تبریز و خیابان طالقانی قرار گرفته‌است. هم‌چنین مجتمع صنعتی شهید مدنی نیز در این بزرگراه واقع شده‌است.

## حوادث
در ساعت ۲۱ و ۵۲ دقیقهٔ نیمه‌شب سه‌شنبه مورخ ۲۶ بهمن ۱۳۸۴ خورشیدی، پنج دستگاه خودرو و یک دستگاه موتور سیکلت به‌علت تخلیهٔ مواد اشتعال‌زای یک دستگاه تریلر که علت آن نامعلوم گزارش شده، در آتش سوختند؛ البته به سرنشینان وسایل نقلیهٔ مذکور آسیبی نرسید. این حادثه در محدودهٔ آزادراه شهید کسایی و با اشتعال مواد سرازیرشده به جوی‌های آب خیابان اشرفی لاله و مجتمع مسکونی شهید باکری رخ داد.
در مورخ ۲۹ اردیبهشت ۱۳۸۶ خورشیدی، بر اثر برخورد ۱۱ دستگاه خودرو (شامل ۶ دستگاه خودروی سواری، ۴ دستگاه وانت و ۱ دستگاه کامیون)، رانندگان ۳ دستگاه از وسایل نقلیهٔ مذکور در خودروی خود گرفتار شده بودند. در این حادثه به هیچ‌کس آسیب جدی وارد نشد و تنها ۳ نفر زخمی شدند. این حادثه در آزادراه شهید کسایی و در نزدیکی‌های پل هوایی وادی‌رحمت به وقوع پیوست.